# Magistralni put M8 (Montenegro)
Der Magistralni put M8 ist eine Nationalstraße in Montenegro, die von der Bucht von Kotor nach Norden führt. Sie verbindet die den Magistralni put M1 mit dem Magistralni put M7. Die Länge der Straße beträgt 38,6 Kilometer.

## Verlauf
Die bestehende Straße nimmt ihren Ausgang am Magistralni put M1 (zugleich Europastraßen E 65 und E 80), einem Teil der früheren Jadranslka Magistrala, im Dorf Lipci zwischen Herceg Novi und Kotor. Sie führt in nördlicher Richtung nach Vilusi unweit der Grenze zu Bosnien- und Herzegowina. Dort mündet sie in den Magistralni put M7, der Bosnien und Herzegowina mit Nikšić verbindet. Die Fortsetzung des Straßenverlaufs nach Norden ist der Magistralni put M9.

## Geschichte
Die Straße wurde 2011 als Regionalni put R 11 eingerichtet und 2018 zum M8 aufgestuft.
Vor der Neunummerierung der montenegrinischen Hauptstraßen im Jahr 2016 trug die Straße von Pljevlja zur Grenze zu Serbien die Bezeichnung M8, zurückgehend auf die frühere jugoslawische Nummerierung. Diese Route verband den bosnisch-herzegowinischen M8 mit dem serbischen Magistralni put M8.